# François Frapier
François Frapier est un acteur et metteur en scène français.

## Biographie
François Frapier a notamment été formé par Jean Chevrier à l’école Jacques-Lecoq. Il travaille comme comédien au théâtre de la Jacquerie (d) de 1976 à 1992 et de 1994 à 1999 à l’Illustre Théâtre - Jean-Marie Villégier.
Il est également formateur et "coach". Chargé de cours à l'université de Franche-Comté de Besançon, il dirige des stages pour le Rond Point des formations et les formations du CNAC et fait partie de l’ADATEC en région Centre pour des troupes amateurs. Il fait partie de la troupe « L’Atelier 360o »,.
Il vit à Romorantin où il a été candidat au conseil municipal en 2020,.

## Filmographie

### Télévision
- 1997 : Julie Lescaut, épisode 2 saison 6, Travail fantôme d'Alain Wermus : Vlado
- 1999 : Navarro : M. Paul (saison 11, épisode 1)
- 2007 : Paris, enquêtes criminelles : le SDF du parc (saison 1, épisode 8)
- 2007 : Les Enfants d'Orion de Philippe Venault : M. Corti (téléfilm)
- 2008-2017 : Hero Corp : Kyle
- 2009 : Sœur Thérèse.com : Momo (saison 8, épisode 2)
- 2015 : Reboot : Virgile
- 2018 : Les Emmerdeurs (web série) : Fermier (saison 1, épisode 6)
- 2019 : Skam : prêtre
- 2022- : Visitors : John Collins

### Cinéma
- 1984 : Le Chien de Jean-François Gallotte : Pierre
- 1986 : L'Intruse de Bruno Gantillon : Le soldat
- 1988 : Jamais deux sans trois de Jean-François Gallotte
- 1990 : Baby Blood de Alain Robak : le premier camionneur
- 1990 : Le Dénommé de Jean-Claude Dague
- 2001 : Grégoire Moulin contre l'humanité d'Artus de Penguern : un supporter
- 2004 : Ma meilleure amie d'Élisabeth Rappeneau : Momo